# Oude Torenstraat
De Oude Torenstraat is een straat in het centrum van de Nederlandse plaats Hilversum. De Oude Torenstraat loopt vanaf de 's-Gravelandseweg tot de Kerkbrink, hier gaat hij in over. Zijstraat van de Oude Torenstraat is de Burgemeester Andriessenstraat. Het is een straat met daaraan een aantal rijksmonumenten. De Oude Torenstraat is ongeveer 180 meter lang en vernoemd naar de oude toren uit 1481 van de Grote Kerk.

## Geschiedenis
Aan de Oude Torenstraat 2 bevond zich de Gotische toren uit 1481 van de Grote Kerk die door brand is verwoest en in 1768 is herbouwd. De ingang van deze kerk echter bevindt zich aan de Kerkbrink.

## Fotogalerij

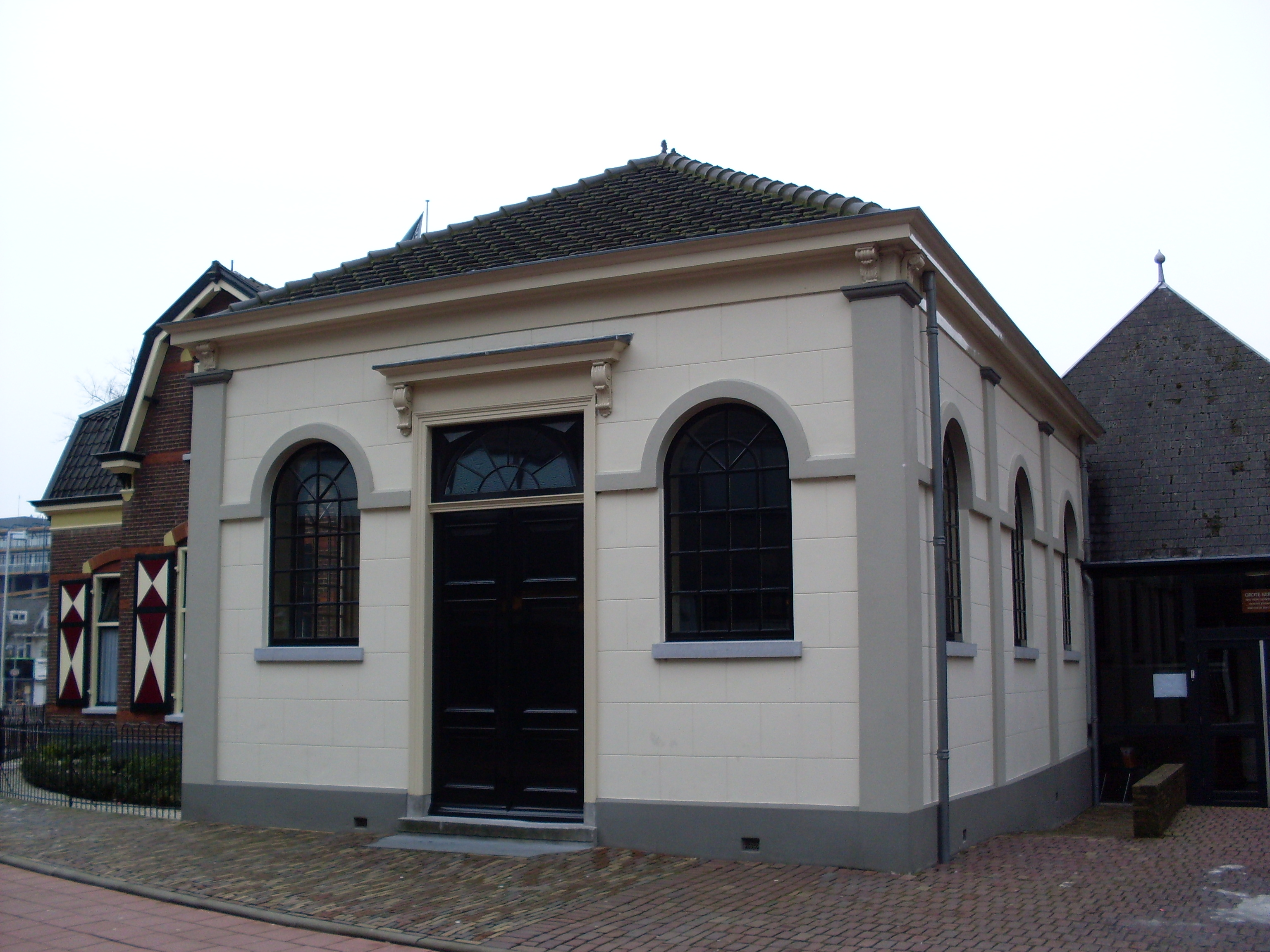
Catechisatielokaal van de Grote kerk aan de Oude Torenstraat 4 (rijksmonument)

Bussumerstraat ·
's-Gravelandseweg ·
Groest ·
Kerkstraat ·
Kerkbrink ·
Oude Torenstraat ·
Schoutenstraat ·
Torenlaan ·
Vreelandseweg